# Rokokopadda
Rokokopadda (Rhinella schneideri eller Bufo schneideri) är en padda från mellersta Sydamerika som tillhör släktet Rhinella och familjen äkta paddor.

## Utseende
Rokokopaddan är en rund, storvuxen padda; honorna kan bli upp till 25 cm långa, hanarna 18 cm. Benen är korta, och även bakbenen är smala. Den har mycket litet simhud på bakfötterna, och ingen alls på framfötterna. På ovansidan är den vårtiga huden gulaktig till brunaktig, med mörkbruna fläckar eller tvärstrimmor mitt på ryggen. Sidorna har vita fläckar, som även kan förekomma sparsamt på ryggsidan. Ynglet har grå kropp med mörkare stjärt och genomskinliga fenor. Den största längden för ett fullbildat yngel ligger på omkring 2,5 cm.

## Utbredning
Paddan finns i norra Argentina, Bolivia, södra och östra Brasilien, Paraguay och Uruguay.

## Vanor
Rokokopaddan lever i flera olika naturtyper, inklusive skog, även om den föredrar mer öppna områden, även samhällen. I bergen kan den gå upp till 2 000 m. Den är nattlevande och vistas på land utom under parningen. Födan består bland annat av insekter, inte minst bin. Lektiden infaller mellan oktober och april, och äger rum i varjehanda stillastående vattensamlingar med litet vegetation, permanenta som tillfälliga. Honan kan lägga över 2 000 ägg i strängar på bottnen av vattensamlingarna.

### Predation
Arten jagas framför allt av olika ormar. Som försvar kan paddan blåsa upp sig; den har också en avskräckande hudavsöndring, som innehåller giftet bufotoxin.

## Status
Rokokopaddan är klassificerad som livskraftig ("LC") av IUCN, och populationen ökar. Den tenderar att förföljas av lokala biodlare på grund av att den gärna förtär bina, men det förhållandet förefaller inte utgöra något hot mot arten. Viss insamling för användning som husdjur förekommer, men inte heller denna har givit upphov till några farhågor.